# Chynna Phillips
Chynna Gilliam Phillips (nascido em 12 de fevereiro de 1968) é uma cantora e atriz americana e membro do grupo vocal Wilson Phillips. Ela é filha dos membros da banda The Mamas & the Papas, John e Michelle Phillips, e meia-irmã de Mackenzie Phillips e Bijou Phillips.

## Início da vida e trabalho
Phillips nasceu Chynna Gilliam Phillips em Los Angeles. Phillips começou sua carreira em atuação. Ela apareceu em filmes como Some Kind of Wonderful, Caddyshack II, Say Anything e como a personagem-título Roxanne Pulitzer no filme biográfico da televisão de 1989, Roxanne: The Prize Pulitzer. Em 1995, Phillips voltou a atuar como Kim MacAfee no filme de televisão Bye Bye Birdie. Em 2004, Phillips expressou o personagem de Kitty, juntamente com seu marido William Baldwin como Johnny 13 em Danny Phantom.
Phillips era um concorrente na 13 ª temporada de Dancing with the Stars. Seu parceiro profissional foi o duas vezes finalista Tony Dovolani. Enquanto ela parecia ser uma das pioneiras para vencer, Phillips foi inesperadamente eliminado na quarta semana de competição. Apesar de sua saída precoce, Phillips realizou uma média muito maior de pontuação em comparação com celebridades que duraram muito mais tempo do que ela.

## Carreira musical
No final da década de 1980, Phillips formou o trio Wilson Phillips com seus amigos de infância, Carnie e Wendy Wilson. O grupo lançou seu álbum de estréia auto-intitulado em 1990. O álbum iria vender oito milhões de cópias. O segundo álbum do grupo, Shadows and Light, lançado em 1992, foi uma decepção comercial, apesar de ser disco de platina. Depois desse projeto, Phillips deixou o grupo, citando a exaustão.
Em 1995, Phillips lançou seu primeiro álbum solo, Naked and Sacred, mas não conseguiu recuperar o sucesso que encontrou com Wilson Phillips. Em 2004, Wilson Phillips se reuniu para gravar seu terceiro álbum, California, que trazia covers de cantores da Costa Oeste dos anos 1960/70.
Na edição de 15 de outubro de 2007 da revista People, ela disse estar escrevendo músicas para um álbum cristão. Ela apareceu no documentário do cunhado Stephen Baldwin, Livin It: Unusual Suspects. Em 2009, Phillips se juntou ao cantor / compositor Vaughan Penn para formar a dupla "Chynna and Vaughan". Os dois lançaram seu primeiro álbum, One Reason, em 22 de setembro de 2009. Wilson Phillips lançou 'Christmas In Harmony' em 2010 e 'Dedicated' em 2012. Eles continuam a tocar em shows todos os anos.
Em julho de 2016, Wilson Phillips se reuniu e se apresentou no Greatest Hits da ABC.

## Vida pessoal
Phillips tinha um vício em drogas e álcool na adolescência.
Phillips conheceu o ator William Baldwin da família Baldwin em 1991 e é casado com ele desde 1995. O casal tem três filhos.
Em setembro de 2009, a meia-irmã de Chynna, Mackenzie Phillips, alegou em suas memórias que ela (Mackenzie) e seu pai tinham um relacionamento incestuoso consensual de dez anos. Enquanto ambos Geneviève Waïte (esposa de John na época, e mãe de Bijou Phillips), e Michelle Phillips, segunda esposa de John (mãe de Chynna Phillips) disse à mídia que eles não acreditavam em suas alegações, Chynna disse acreditar em Mackenzie.
Em 12 de fevereiro de 2010, Phillips fez tratamento para ansiedade. Em uma declaração feita em 27 de fevereiro, sua gerente Lizzie Grubman disse: "Depois de completar com sucesso seu tratamento para pacientes com ansiedade, Chynna Phillips alegremente voltou para casa para comemorar o aniversário de sua filha com sua família". Grubman disse que Phillips estava "feliz por estar em casa com sua família. Ela está de ótimo humor".

## Filmografia

### Cinema
| Ano  | Filme                  | Personagem                 | Notas |
| ---- | ---------------------- | -------------------------- | ----- |
| 1975 | Little Boy Blue        |                            |       |
| 1987 | Some Kind of Wonderful | Mia                        |       |
| 1988 | The Invisible Kid      | Cindy Moore                |       |
| 1988 | Caddyshack II          | Mary Frances "Miffy" Young |       |
| 1989 | Say Anything...        | Mimi                       |       |
| 2011 | Bridesmaids            | Herself                    |       |

### Televisão
| Ano       | Titúlo                      | Personagem       | Notas                |
| --------- | --------------------------- | ---------------- | -------------------- |
| 1988      | Moving Target               | Megan Lawrence   | Filme para Televisão |
| 1988      | Goodbye, Miss July 4        | Alma             | Filme para Televisão |
| 1989      | The Comeback                | Jessica          | Filme para Televisão |
| 1989      | Traveling Man               | Mona Voight      | Filme para Televisão |
| 1989      | Roxanne: The Prize Pulitzer | Roxanne Pulitzer | Filme para Televisão |
| 1995      | Bye Bye Birdie              | Kim MacAfee      | Filme para Televisão |
| 2004–2007 | Danny Phantom               | Kitty            | 3 episódios          |

## Discografia

### Álbuns
| Ano  | Albúm                                     |
| ---- | ----------------------------------------- |
| 1995 | Naked and Sacred - Gravadora: EMI Records |

### Singles
| Ano  | Single                                  | Posição no top | Posição no top | Albúm            |
| Ano  | Single                                  | AUS            | UK             | Albúm            |
| ---- | --------------------------------------- | -------------- | -------------- | ---------------- |
| 1995 | "Naked and Sacred"                      | 15             | 62             | Naked and Sacred |
| 1996 | "I Live for You"                        | 9              | —              | Naked and Sacred |
| 1996 | "Remember Me"                           | —              | —              | Naked and Sacred |
| 1996 | "Just to Hear You Say That You Love Me" | 64             | —              | Naked and Sacred |